# Armadillidium panningi
Armadillidium panningi är en kräftdjursart som beskrevs av Hans Strouhal 1937. Armadillidium panningi ingår i släktet Armadillidium och familjen klotgråsuggor. Inga underarter finns listade i Catalogue of Life.